# 일본국유철도 207계 전동차
207계 전동차 900번대(일본어: 207系電車900番台)는 일본국유철도(현 JR)가 1986년에 제작한 직류 전용 통근형 전동차이다.
일본국유철도(현 JR)가 제작한 처음이자 마지막 VVVF 제어 차량이다. 따라서 시작차 900번대만 존재한다. 1987년 국철 분할 민영화에 따라 동일본 여객철도에 승계되어 2009년 12월 5일에 영업운전에서 이탈하였으며, 2010년 1월 6일에 차적과 차량이 모두 폐기되었다.

## 제작 및 도입
일본국유철도(현 JR)는 호쿠리쿠 신칸센 도입을 목표로 1984년부터 개조한 101계 전동차를 사용하여 VVVF 제어를 연구해왔다. 이에 따라 연구 자료를 토대로 VVVF 제어 차량 양산을 위해 그 결과를 반영한 차량을 제작하기로 하였으며, 도입할 노선으로 조반 완행선을 골랐다.
조반 완행선은 제도고속도교통영단(현재 도쿄 메트로) 지요다 선과 직결 운행하는 노선이기 때문에 직결 운행 협정과 차량 사용료 등의 영향으로 지하철 차량과 비슷한 수준의 높은 가감속 성능과 에너지 절약이 요구된 노선이었다. 또한 조반 완행선에는 이미 전기자 초퍼 제어를 사용하는 203계가 103계 1000번대를 대신해 도입되어 운행중이었기 때문에 203계와 성능을 비교하기 용이하다고 판단되어 1986년 11월 1일 시각표 개정과 함께 207계가 운행을 개시하였다.

## 운행
1개 편성만이 시험적으로 제작되었으며, 영업 운행 중에도 시험은 계속되었다. 그러나 선로 상태가 좋지 않은 경우 공전 현상이 많이 일어나고, 제작 비용이 203계보다 더 비싸며, 조반 완행선에 더 이상 신규 차량을 도입할 필요도 없다는 판단으로 양산되지는 않았다. 시험 후로는 203계와 동일하게 조반 완행선 및 지하철 지요다선의 일반 운행에 사용되었다.
1980년대 후반 당시 VVVF 인버터 제어 차량은 제조 비용이 매우 비쌌기 때문에 당시 야마노테 선에서 운용중이었던 205계 10량 편성(6M4T) 수준의 비용으로 맞추기 위해서는 전동차 비율을 4M6T 정도까지 낮춰야 했지만, 이렇게 되면 영단구간 직통운행 협정에서 요구하는 가속 성능을 충족하지 못하게 되어 국철은 물론이고 이후 JR 동일본에서도 VVVF 인버터 제어 차량의 추가 도입을 재검토하게 되었다. 이에 따라 직통운행 대상이었던 영단이 6000계를 비롯한 신차에 전기자 쵸퍼 제어 또는 영단이 개발한 향상된 고주파 분권 쵸퍼 제어를 계속 도입하게 되는 등 영향을 끼쳤다.
본 계열 이후 조반 완행선 및 지요다 선 직결 운행에 VVVF 제어 차량이 도입된 것은 1993년에 06계, JR 동일본에서는 1999년 209계 1000번대가 되었다.

### E233계도입으로 운행 이탈
2009년 여름부터 E233계 2000번대 도입에 따라 2009년 9월부터 운행하지 않는 날이 늘었고, 12월 5일에 종운 기념 행사를 실시했다.

## 인용 기사
1. ↑  来月5日に常磐線「207系」のさよなら運転(다음달 5일에 조반 선 207계 마지막 운행 기념 행사) 보관됨 2009-11-22 - 웨이백 머신, 산케이 신문, 2009년 11월 18일